# Зірка 1914—1915
Зірка 1914-15 — медаль Британської імперії за заслуги у Першій світовій війні.
Зірку 1914-15 було започатковано у 1918 році для відзнаки офіцерів і солдат британських та імперських збройних сил, які здобули славу у боях під час Першої світової війни, а точніше у період з 5 серпня 1914 до 31 грудня 1915 року.
Кількість нагороджених становить 2,366,000 чоловік, з яких:
- 283,500 представники Королівських ВМС
- 71,150 канадійців

## Опис
- Медаль є чотирикінцевою зіркою зі світлої бронзи, яку вінчає корона; висота медалі — 50 мм, максимальна ширина — 45 мм.
- На аверсі зображені два перехрещених меча зі спрямованими догори лезами, та вінок з дубового листя, а також напис: «1914-15».
- На реверсі зазначався номер отримувача, його ім'я та військове звання.
- Стрічка виконана у кольорах імперії (червоний, білий, синій).